# Béla Miklós
Béla Miklós von Dálnoki (ur. 11 czerwca 1890 w Budapeszcie, zm. 21 listopada 1948 tamże) – arystokrata węgierski, wojskowy i polityk, premier Węgier od marca 1945 do listopada 1945 roku. W końcowym okresie II wojny światowej udzielił politycznego poparcia koncepcji opuszczenia koalicji państw Osi i przyłączenia się do ZSRR.
Béla Miklós w latach 1933–1936 był m.in. węgierskim attaché wojskowym w Berlinie. Jako dowódca 24 tys. węgierskiego kontyngentu wojskowego tzw. Grupy Szybkiej (Gyorshadtest) od 1940 do 1942, uczestniczył w operacji Barbarossa w składzie Grupy Armii Południe generała Rundstedta. Po bitwie o Kijów Miklós otrzymał w uznaniu zasług wojennych, jako pierwszy oficer węgierski 4 grudnia 1941 niemiecki Rycerski Krzyż Żelazny. W listopadzie 1941 wrócił z osłabioną Grupą Szybką do Budapesztu. W październiku 1942 roku objął stanowisko dyrektora biura w gabinecie regenta Królestwa Węgier admirała Miklósa Horthyiego. Jako zaufany regenta uczestniczył w berlińskich rozmowach w lipcu 1944 z kanclerzem Hitlerem. 1 sierpnia 1944 został powołany na stanowisko dowódcy 1 Armii węgierskiej mającej bronić granic Węgier od strony północnego łuku Karpat.
W dniu 16 października 1944 Miklós, został wezwany do stawienia się w siedzibie niemieckiego generała Heinriciego. Ostrzeżony o ewentualnym aresztowaniu, uciekł ze współpracownikami przez węgierskie linie frontu do kwatery sztabu Armii Czerwonej stacjonującego w czasie operacji wschodniokarpackiej  w Lesku.
W dniu 21 grudnia 1944, w czasie oblężenia Budapesztu opozycja antynazistowska utworzyła w Debreczynie tymczasowe Zgromadzenie Narodowe. Uczestniczyli w nim komuniści, Niezależna Partia Drobnych Rolników, Partia Socjaldemokratyczna, Partia Chłopska i przedstawiciele Partii Obywatelskiej. Zgromadzenie wybrało rząd tymczasowy, po radzieckiej akceptacji, którym kierować miał Bela Miklós jako premier. Na tym stanowisku pozostał do wyborów 15 listopada 1945 roku.
Przed wyborami parlamentarnymi na Węgrzech w 1947 wstąpił do Węgierskiej Partii Niepodległości. Z listy tej partii dostał się do parlamentu, ale pod naciskiem komunistów został nielegalnie pozbawiony mandatu. Po tych wydarzeniach jego rodzina została poddana prześladowaniom.
Zmarł w Budapeszcie, pochowany bez ceremoniału wojskowego.